# Eduardo Duhalde
Eduardo Alberto Duhalde Maldonado (Lomas de Zamora, 5 d'octubre de 1941) és un polític, advocat i notari argentí. Va ocupar la vicepresidència de l'Argentina durant el primer mandat de Carlos Saúl Menem, encara que va renunciar a aquest càrrec per assumir com a governador de la província de Buenos Aires; i entre 2002 i 2003 va ser president de l'Argentina. Candidat en les Eleccions presidencials de l'Argentina de 2011, va obtenir el 5,86% dels vots emesos.
Duhalde està casat amb Hilda Beatriz Chiche González de Duhalde (1946-), qui també va participar activament en política i va ser diputada i senadora electa per la província de Buenos Aires.